# Margherita Luti
Margherita Luti, Luzi o Luzzi, popularment coneguda com la Fornarina (de l'italià fornaio, «forner»), fou l'amant i model preferida de Raffaello Sanzio, que es va inspirar en ella per a dur a terme diverses obres. Si es té en compte que quan va posar per la Dona velata (c. 1516) tenia aproximadament 23 anys, la seva data de naixement es podria situar entorn a l'any 1493.
Va morir al convent de Santa Apol·lònia de Roma l'any 1522.

## Biografia
Pràcticament no es coneixen dades sobre la seva vida, però quan apareix referenciada se l'elogia per la seva «meravellosa bellesa».
Va ser filla del forner Francesco Luti di Siena qui, segons Carlo Astolfi, seria un antic membre de la noblessa local caigut en desgràcia. Sembla que Margherita va néixer a Roma, possiblement al barri del Tastevere cap a finals del segle XV.
Quatre mesos després de la mort de Raffaello Sanzio, el 6 d'abril del 1520, l'antiga model es va retirar al convent de Santa Apol·lònia on va romandre fins a la seva mort l'any 1522. Aquest fet reforçaria la hipòtesi d'un suposat matrimoni secret amb l'artista qui, sembla que estava compromès amb una tal Maria Bibienna (fm. 1520), neboda del cardenal Dovizi.
Altres versions, però, suposen que va conviure algun temps amb el pintor Giulio Romano, un antic alumne del mestre Sanzio, abans del seu enclaustrament.
Giorgio Vasari es refereix a ella al seu llibre Le vite de' più eccellenti pittori, scultori e architettori com «la seva dona, a qui Raffaello va estimar fins a la seva mort». Segons Balzac, al seu llibre Splendeurs et misères des courtisanes, Margherita va ser una mena de femme fatale pel pintor. Per en Charles de Brosses, Luti va ser considerada «de gran perfecció» i per en Gustave Flaubert al seu Dictionnaire des idées reçues «era una dona formosa. És tot el que cal saber».
Segons investigacions modernes és molt probable que Margherita Luti fos una famosa cortesana de la seva època.

## Estudis sobre el seu retrat
Alguns especialistes han observat que el cos de Margherita Luti no es correspondria amb els estereotips de bellesa renaixentista i que, sobretot, no coincidia amb els cànons dels cossos de les altres dones que normalment pintava Raffaello; les seves cèlebres madonnas.
Altres autors defensen que l'obra està inacabada i observen que, mentre que al pit dret no s'aprecien pinzellades, el pit dret presenta un major contrast cromàtic i unes traces de pinzell més soltes.

### Diagnosi de càncer de mama
Per la seva banda el doctor Carlos Hugo Espinel, del Departament de Medicina de la Universitat de Georgetown, afirma que la model patiria un tumor mamari que podria haver estat la causa de la seva mort. Es destaquen cinc indicis que podrien ser «compatibles amb una diagnosi de càncer»: l'abultament del pit esquerra (just sobre el dit índex), la retracció de la mama, decoloració dels mugrons, lleugera protuberància a l'aixella i inflamació del braç.
En canvi, Juan José Grau, cap del Departament d'Oncologia Mèdica de l'Hospital Clínic de Barcelona, sosté que la model presenta «poques probabilitats de patir càncer de mama» i assegura que dels cinc indicis proposats només el primer podria ser pres en consideració, sent fins i tot «probable que aparegués degut a la postura de la model», és a dir, per la pressió del dit sobre el pit.

### Sobre la seva relació amb Raffaello Sanzio
Algunos investigadors han considerat la curiosa coincidència entre el suposat nombre de la model i la perla quepenja del seu turbant («Margarita»: del grec Μαργαρίτης; literalment, «perla»).
Sembla que en posteriors repintats d'algunes zones del quadre podrien ocultar, entre d'altres, un anell de boda que va ser descobert mitjançant raigs X, que estaria col·locat al dit del mig de la mà esquerra de la model i la presencia del qual, suposadament, podria haver generat controvèrsia sobre la memòria del difunt autor. Cal dir que no existeixen dades concloents sobre el suposat artífex dels retocs ni, sobretot, de quines van ser les seves veritables intencions al realitzar-los.

## Obres on apareix
Com a mínim dos retrats de Raffello han estat identificats com a pintures sobre el model de Margherita: la Donna velata (c. 1516) i La Fornarina (1518-1519), on la jove es mostra nua de cintura cap amunt mentre s'aguanta un pit amb la mà.
Podria aparèixer, a més, a la Verge de la cadira (1513-1514), la Madonna de Foligno (c. 1512), L'èxtasi de Santa Cecilia (c. 1516.1517), el Triomf de Galatea (1510-1511) i, més probablement encara, a la Madonna Sixtina (1513-1514).
És possible que també fos la model de la Dona davant del mirall de Giulio Romano, atribuïda amb anterioritat al mateix Raffaello.